# ジョン・ウェイン・パー
ジョン・ウェイン・パー（John Wayne Parr、本名：ウェイン・グレゴリー・パー（Wayne Gregory Parr）、1976年5月25日 - ）は、オーストラリアの男性キックボクサー、プロボクサー。
クイーンズランド州ゴールド・コースト出身。JWPと表記されることもある。ブンチュウジム所属。元WKAオリエンタル世界ミドル級王者。元WKAムエタイ世界ミドル級王者。元ISKAムエタイ世界ミドル級王者。元WMC世界ミドル級王者。
妻はアメリカ人現役キックボクシング世界王者アンジェラ・パー。

## 来歴

### タイでの下積み時代
11歳のときにテコンドーを習い始めたのが、初めての格闘技経験だった。13歳から近所にあったムエタイジムでムエタイを始めた。17歳の時から試合に出場するようになる。19歳の時にタイ料理のレストランでリチャード・ベル（オーストラリアキック界の大物）にタイでの修行を申し出る。その後、4年間タイのリングに上がることになった。その際、タイの大物プロモーター、ソンチャイから西部劇に登場する俳優、ジョン・ウェインと掛けてジョン・ウェイン・パーというリングネームをつけてもらった。ジョン・ウェインの名にちなみ彼はガンホルダーをつけてリングに上がり、ワイクルーの最後の動作を銃を撃つしぐさに変えるといったパフォーマンスを行い一躍タイで人気になる。
ラモン・デッカーと3回戦って3回完封した名選手であり名伯楽のセンティアンノーイ・ソー・ルンロートに師事している。
24歳からは3年間プロボクシングの舞台にも上がった。
1998年4月、小比類巻貴之に判定勝ち。1998年9月、伊藤隆にＴＫＯ負け。1999年4月、緒方健一にＫＯ勝ち。

### K-1参戦
2000年10月13日、K-1クイーンズランド大会で行われたISKAエタイ世界ミドル級タイトルマッチでK-1初参戦を果たした。スコッティ・バナンをボディへの膝蹴りで2RTKOで勝利し、世界王座を獲得。そしてK-1での初勝利となった。
2001年12月5日、タイで行われた『タイ国王生誕記念トーナメント』の準々決勝でスリヤー・ソー・プルンチットに3回判定勝利。
2002年11月26日、「K-1 WORLD MAX OCEANIA 2002」に参戦。1回戦でアレックス・トゥイをKOで下すと、続く準決勝でシェイン・チャップマン（ニュージーランド）を3RKOで下し決勝進出を決めた。しかし、決勝戦でマイク・ザンビディス（ギリシャ）に3R判定負けし準優勝に終わった。
2003年4月、土井広之にＫＯ勝ち。2003年7月、後藤龍治にＴＫＯ勝ち。　
2004年3月4日、タイで開かれた「S1 WORLD CHAMPIONSHIP」に出場。1回戦でモハメッド・マゴメドフ（ロシア）を3R3-0の判定で下すと、続く準決勝でジャン・スカボロスキー（フランス）を右フックで下し、3RKO勝ちで決勝戦の舞台にあがった。決勝戦では、ヌントラガーン・ポームアンウボン（タイ）を5R判定3-0で下し優勝した。
2004年4月7日、「K-1 WORLD MAX 2004 開幕戦」にオセアニア地区代表として出場。1回戦でドゥエイン・ラドウィック（アメリカ）と対戦。2Rにダウンを奪い3-0の大差判定勝ちを収め、決勝トーナメント進出を決めた。7月7日には、「K-1 WORLD MAX 2004 決勝戦」に出場。しかし、準々決勝でブアカーオ・ポー.プラムック（タイ）に判定負けした。
2004年11月、オームシンに判定勝ち。2005年4月、シェイン・チャップマンにＫＯ勝ち。2005年7月、アルバート・クラウスに判定負け。
2005年8月22日、新日本キックボクシング協会主催興行「TITANS 2nd」で武田幸三（日本）とWKBA世界スーパーウェルター級王者決定戦で争い、3R右フックでKO勝ちし王座を獲得した。
2005年12月10日、オーストラリア「XPLOSION SUPER FIGHT 12」でWBCムエタイ初代世界スーパーウェルター級王者決定戦に出場するも、ヨードセングライ・フェアテックス（タイ）に判定で敗れ、初代王座には就くことは出来なかった。
2006年3月12日、イギリスロンドンでWBCムエタイが認定する世界ミドル級王座の初代王者決定戦に出場するも、スティーブン・ウェークリング（イギリス / S1王者）に判定負けし、またも王座獲得には致らなかった。
2006年4月、オームシンに判定負け。
2007年12月1日、オーストラリアの「EVOLUTION 12」のWMC世界ミドル級王者決定戦（72.5kg契約）に出場。コスモ・アレキサンドラ（ブラジル）に5R判定3-0で勝利し新王者になる。もともとはヨードセングライ・フェアテックスと世界戦を行う予定だったが、事前に変更された。
2008年1月20日、後楽園ホールで開催される新日本キックボクシング協会主催興行「BRAVE HEARTS 7」にて、武田幸三を相手にWKBA世界スーパーウェルター級王座の初防衛戦が行われ、4R左フックでKO勝ち。

## 戦績

### キックボクシング
| キックボクシング 戦績 | キックボクシング 戦績 | キックボクシング 戦績 | キックボクシング 戦績 | キックボクシング 戦績 | キックボクシング 戦績 | キックボクシング 戦績 |
| --------------------- | --------------------- | --------------------- | --------------------- | --------------------- | --------------------- | --------------------- |
| 100 試合              | (T)KO                 | 判定                  | その他                | 引き分け              | 無効試合              |                       |
| 72 勝                 | 35                    | 37                    |                       | 5                     | 0                     |                       |
| 28 敗                 | 2                     |                       |                       | 5                     | 0                     |                       |

| 勝敗 | 対戦相手                           | 試合結果                     | 大会名                                                                                      | 開催年月日     |
| ×    | ブアカーオ・ポー.プラムック        | 5R終了 判定0-3               | Champions of Champions 2                                                                    | 2009年6月26日  |
| ○    | マイク・ザンビディス               | 5R終了 判定3-0               | It's Pay Back Time                                                                          | 2009年5月8日   |
| ×    | マドスア                           | 5R終了 判定0-3               | Evolution 16                                                                                | 2009年4月4日   |
| ○    | ショーン・ライト                   | 2R 3:00 TKO                  | Evolution 15 The Contender Qualifier                                                        | 2008年12月6日  |
| ×    | ヨードセングライ・フェアテックス   | 5R終了 判定0-3               | The Contender Asia Finale                                                                   | 2008年4月23日  |
| ○    | ジャバル・アスケロフ               | 5R終了 判定3-0               | The Contender Asia Episode 14                                                               | 2008年4月16日  |
| ○    | Zidov "Akuma" Dominik              | 3R 1:44 KO                   | The Contender Asia Episode 11                                                               | 2008年3月26日  |
| ○    | Rafik Bakkouri                     | 5R終了 判定3-0               | The Contender Asia Episode 3                                                                | 2008年1月30日  |
| ○    | 武田幸三                           | 4R 1:20 KO（左フック）       | 新日本キックボクシング協会「BRAVE HEARTS 7」 【WKBA世界スーパーウェルター級タイトルマッチ】 | 2008年1月20日  |
| ○    | キム・ジュン                       | 3R終了 判定3-0               | K-1 FIGHTING NETWORK KHAN 2007 〜世界対抗戦〜                                               | 2007年7月21日  |
| ×    | オームシン・シットクヴォンイム     | 3R終了 判定0-2               | 新日本キックボクシング協会「TITANS 3rd」                                                    | 2006年4月28日  |
| ×    | スティーブ・ウェークリング         | 5R終了 判定1-2               | WBC Muay Thai Championships 【WBCムエタイ初代世界ミドル級王者決定戦】                       | 2006年3月12日  |
| ×    | ヨードセングライ・フェアテックス   | 5R終了 判定0-3               | XPLOSION SUPER FIGHT 12 【WBCムエタイ初代世界スーパーウェルター級王者決定戦】               | 2005年12月10日 |
| ○    | 輝浪                               | 3R終了 判定3-0               | K-1 WORLD MAX 2005 〜世界王者対抗戦〜                                                       | 2005年10月12日 |
| ○    | 武田幸三                           | 3R 2:24 KO（右フック）       | 新日本キックボクシング協会「TITANS 2nd」                                                    | 2005年8月22日  |
| ×    | アルバート・クラウス               | 3R終了 判定0-3               | K-1 WORLD MAX 2005 〜世界一決定トーナメント決勝戦〜 【準々決勝】                            | 2005年7月20日  |
| ○    | シェイン・チャップマン             | 3R 2:08 KO（左ボディブロー） | K-1 WORLD MAX 2005 〜世界一決定トーナメント開幕戦〜 【1回戦】                               | 2005年5月4日   |
| ×    | サッグモンコン・シッチューチョーク | 3R+延長2R終了 判定1-2        | XPLOSION SUPER FIGHT 2004 〜K-1 CHALLENGE〜                                                 | 2004年12月18日 |
| ○    | オームシン・シットクヴォンイム     | 3R終了 判定3-0               | 新日本キックボクシング協会「TITANS 1st」                                                    | 2004年11月6日  |
| ×    | アースラン・マゴメドフ             | 延長R終了 判定0-2            | K-1 WORLD MAX 2004 〜世界王者対抗戦〜                                                       | 2004年10月13日 |
| ×    | ブアカーオ・ポー.プラムック        | 延長R終了 判定1-2            | K-1 WORLD MAX 2004 〜世界一決定トーナメント〜                                               | 2004年7月7日   |
| ○    | グレゴリー・スワーツ               | 4R KO                        | SuperLeague Switzerland 2004                                                                | 2004年5月22日  |
| ○    | ドゥエイン・ラドウィック           | 3R終了 判定3-0               | K-1 WORLD MAX 2004 〜世界一決定トーナメント開幕戦〜                                         | 2004年4月7日   |
| ○    | ファディ・メルザ                   | 5R終了 判定3-0               | SuperLeague Italy 2004                                                                      | 2004年3月20日  |
| ○    | ヌントラガーン・ポームアンウボン   | 5R終了 判定3-0               | S1世界選手権【決勝戦】                                                                      | 2004年3月4日   |
| ○    | ジャン・スカボロスキー             | 3R 0:40 KO                   | S1世界選手権【準決勝】                                                                      | 2004年3月4日   |
| ○    | モハメッド・マゴメドフ             | 3R終了 判定3-0               | S1世界選手権【予選】                                                                        | 2004年3月4日   |
| ×    | カマル・エル・アムラーニ           | 5R終了 判定0-3               | SuperLeague Netherlands 2003                                                                | 2003年12月6日  |
| ○    | 後藤龍治                           | 5R+延長2R 2:44 KO            | SHOOT BOXING "S" of the World Vol.4                                                         | 2003年7月4日   |
| ○    | 土井広之                           | 4R 2:23 KO（膝蹴り）         | XPLOSION 3 - KINGS OF CHAMPIONS 【シュートボクシングルール】                                | 2003年4月27日  |
| ○    | 後藤龍治                           | 5R終了 判定3-0               | XPLOSION Boonchu S-cup                                                                      | 2002年12月15日 |
| ×    | マイク・ザンビディス               | 3R終了 判定0-2               | K-1 WORLD MAX OCEANIA 2002 【決勝】                                                         | 2002年11月26日 |
| ○    | シェイン・チャップマン             | 3R 0:42 KO（右ストレート）   | K-1 WORLD MAX OCEANIA 2002 【準決勝】                                                       | 2002年11月26日 |
| ○    | アレックス・トゥイ                 | 3R 1:30 KO（タオル投入）     | K-1 WORLD MAX OCEANIA 2002 【1回戦】                                                        | 2002年11月26日 |
| ○    | ミゲル・マルチネス                 | 5R終了 判定3-0               | タイ国国王誕生記念大会【決勝】                                                              | 2001年12月5日  |
| ○    | スリヤー・ソー・プルンチット       | 判定                         | タイ国国王誕生記念大会【1回戦】                                                             | 2001年12月5日  |
| ○    | オーローノー・ポー.ムアンウボン    | 5R終了 判定3-0               | タイ国王生誕記念大会 【IMWミドル級王座決定戦】                                              | 2000年12月5日  |
| ○    | スコッティ・バナン                 | 2R 2:09 TKO（右膝蹴り）      | K-1クイーンズランド大会 【ISKAムエタイ世界ミドル級タイトルマッチ】                          | 2000年10月13日 |

### ボクシング
| プロボクシング 戦績 | プロボクシング 戦績 | プロボクシング 戦績 | プロボクシング 戦績 | プロボクシング 戦績 | プロボクシング 戦績 | プロボクシング 戦績 |
| ------------------- | ------------------- | ------------------- | ------------------- | ------------------- | ------------------- | ------------------- |
| 13 試合             | (T)KO               | 判定                | その他              | 引き分け            | 無効試合            |                     |
| 10 勝               |                     |                     |                     | 0                   | 0                   |                     |
| 3 敗                |                     |                     |                     | 0                   | 0                   |                     |

## 獲得タイトル
- プロボクシング
  - オーストラリアミドル級王座（0度防衛）
  - OBAライトミドル級王座（0度防衛）
- プロキックボクシング
  - WKAオーストラリアスーパーライト級王座
  - WMCオーストラリアジュニアミドル級王座
  - WKA南太平洋スーパーライト級王座
  - IMF世界ミドル級王座
  - ISKAムエタイ世界ミドル級王座
  - WMC世界ミドル級王座（0度防衛）
  - 第2回S1世界選手権優勝
  - WKBA世界スーパーウェルター級王座（0度防衛）
  - WKNムエタイ世界スーパーウェルター級王座
  - WKAムエタイ世界ミドル級王座
  - WKAオリエンタル世界ミドル級王座

## 受賞歴
- 2004年度ファイター・オブ・ザ・イヤー（アイアンライフ・マガジン）
- 2004年度ファイター・オブ・ザ・イヤー（インターナショナル・キックボクサー・マガジン）